# Briefmarken-Jahrgang 2009 der Bundesrepublik Deutschland
Der Briefmarken-Jahrgang 2009 der Bundesrepublik Deutschland umfasste 50 einzelne Sondermarken, drei Briefmarkenblocks mit vier Marken und fünf selbstklebende Sondermarken. Es gab keine Neuausgaben der Dauermarkenserie Blumen, jedoch wurden von zwei Werten selbstklebende Marken-Boxen und eine nassklebende Großrolle herausgegeben.
Erstmals konnten bei einem Ideenwettbewerb, der 2007 gestartet wurde, Bürger Vorschläge für Briefmarkenmotive einreichen. Daraus sind die beiden Briefmarken 100. Geburtstag Heinz Erhardt und 20 Jahre Friedliche Revolution hervorgegangen. Des Weiteren hat das Bundesfinanzministerium die Serie Aktuelles ins Leben gerufen, dabei handelt es sich ebenfalls um zwei Themen, die erst im Laufe des Jahres bekannt gegeben wurden, dies waren Deutschland am 3. September und Tier des Jahres 2010 am 12. November, diese Marke erschien zusätzlich zum normalen Bogendruck als Rollenmarke.
Bei der traditionellen Wahl zu Deutschlands Schönster  beteiligten sich 380.000 Personen. Mehr als ein Zehntel (10,57 Prozent) davon gaben ihre Stimme der Siegermarke Sonnenuntergang. Auf Platz zwei landete mit 8,22 % an die Blockausgabe Nationalpark Eifel, den dritten Platz mit 7,4 % erreichte die Sandmännchenmarke Kleinbahn Harz aus der Zuschlagsserie Für die Jugend. Am 16. Dezember 2010 fand in Peking die Preisverleihung für die Schönste Briefmarke der Welt statt, hierbei konnte sich die Wohlfahrtsmarkenserie Himmelserscheinungen den ersten Platz sichern. Dieselbe Marke wurde auch zur schönsten Briefmarke Europas 2009 mit 17,35 % vor einer norwegischen Marke mit 14,22 % und einer Marke der Färöer mit 11,54 % der Stimmen gewählt.

## Liste der Ausgaben und Motive
Legende
- Bild: Eine bearbeitete Abbildung der genannten Marke. Das Verhältnis der Größe der Briefmarken zueinander ist in diesem Artikel annähernd maßstabsgerecht dargestellt. Sollten keine Marken abgebildet sein, liegt es daran, dass das Urheberrecht des Künstlers noch nicht erloschen ist.
- Beschreibung: Eine Kurzbeschreibung des Motivs und/oder des Ausgabegrundes. Bei ausgegebenen Serien oder Blocks werden die zusammengehörigen Beschreibungen mit einer Markierung versehen eingerückt.
- Wert: Der Frankaturwert der einzelnen Marke in Eurocent. Ein „+“ bedeutet, dass es sich um eine Zuschlagsmarke handelt (= Frankaturwert + Spende).
- Ausgabedatum: Das Datum des erstmaligen Verkaufs dieser Briefmarke.
- Auflage: Soweit bekannt, wird hier die zum Verkauf angebotene Anzahl dieser Ausgabe angegeben.
- Entwurf: Soweit bekannt, wird hier angegeben, von wem der Entwurf dieser Marke stammt.
- Mi.-Nr.: Diese Briefmarke wird im Michel-Katalog unter der entsprechenden Nummer gelistet.

| Sondermarken | |              |                                |                                 |                                         |               |
| Bild         | Beschreibung | Werte        | Ausgabe- datum (2009)          | Auflage                         | Entwurf                                 | Mi.-Nr.       |
|              | Serie: Für die Wohlfahrtspflege – Himmelserscheinungen mit Zuschlägen zugunsten der Bundesarbeitsgemeinschaft der Freien Wohlfahrtspflege e. V. - „Regenbogen“ | 45+20        | 2. Januar                      | 4.173.000 davon 85.000 auf ETB  | Dieter Ziegenfeuter                     | 2707          |
|              | - „Sonnenuntergang“ | 55+25        | 2. Januar                      | 2.217.000 davon 85.000 auf ETB  | Dieter Ziegenfeuter                     | 2708          |
|              | - „Polarlicht“ | 55+25        | 2. Januar                      | 2.154.000 davon 85.000 auf ETB  | Dieter Ziegenfeuter                     | 2709          |
|              | - „Blitz“ | 145+55       | 2. Januar                      | 4.532.000 davon 85.000 auf ETB  | Dieter Ziegenfeuter                     | 2710          |
|              | Serie: Dienst am Nächsten - 50 Jahre Misereor / Brot für die Welt                                                                                              | 55           | 2. Januar                      | 7.600.000 davon 85.000 auf ETB  | Corinna Rogger                          | 2711          |
|              | 1000 Jahre Burg Tangermünde | 90           | 2. Januar                      | 6.700.000 davon 85.000 auf ETB  | Jochen Bertholdt                        | 2712          |
|              | 500 Jahre Rathaus Frankenberg an der Eder | 45           | 2. Januar                      | 9.380.000 davon 85.000 auf ETB  | Joachim Rieß                            | 2713          |
|              | 125. Geburtstag Theodor Heuss | 145          | 2. Januar                      | 7.800.000 davon 85.000 auf ETB  | Thomas Serres                           | 2714          |
|              | Serie: Für die Wohlfahrtspflege - „Sonnenuntergang“ selbstklebend aus Markenheftchen                                                                           | 55+25        | 2. Januar                      | 10.259.000                      | Dieter Ziegenfeuter                     | 2717 MH 77    |
|              | 500 Jahre Rathaus Frankenberg (Eder) selbstklebend aus Markenheftchen                                                                                          | 45           | 2. Januar                      | 101.300.000                     | Joachim Rieß                            | 2718 MH 78    |
|              | 225. Geburtstag Leo von Klenze Motiv: Propyläen am Königsplatz (München)                                                                                       | 70           | 12. Februar                    | 9.300.000 davon 85.000 auf ETB  | Heribert Birnbach                       | 2719          |
|              | 200. Geburtstag Felix Mendelssohn Bartholdy | 65           | 12. Februar                    | 6.200.000 davon 85.000 auf ETB  | Dieter Ziegenfeuter                     | 2720          |
|              | 100. Geburtstag Heinz Erhardt | 55           | 12. Februar                    | 8.872.600 davon 85.000 auf ETB  | Andreas Ahrens                          | 2721          |
|              | 100. Geburtstag HAP Grieshaber Motiv: Der Feuervogel | 165          | 12. Februar                    | 11.000.000 davon 85.000 auf ETB | Thomas Serres                           | 2722          |
|              | Serie: Post – Post universal - „Absender“ | 55           | 12. März                       | 7.000.000 davon 85.000 auf ETB  | Nina Clausing                           | 2723          |
|              | - „Post-Filiale“ | 55           | 12. März                       | 7.000.000 davon 85.000 auf ETB  | Nina Clausing                           | 2724          |
|              | 175. Geburtstag Gottlieb Daimler | 170          | 12. März                       | 12.397.300 davon 85.000 auf ETB | Rudolf Grüttner                         | 2725          |
|              | 100. Geburtstag Golo Mann | 45           | 12. März                       | 6.500.000 davon 85.000 auf ETB  | Gülsah Edis, Victor Malsy, Thomas Meyer | 2726          |
|              | Serie: Für den Sport mit Zuschlag zugunsten der Stiftung Deutsche Sporthilfe: Leichtathletik-Weltmeisterschaften in Berlin - Hindernislauf                     | 45+20        | 9. April                       | 2.229.000 davon 85.000 auf ETB  | Stefan Klein und Olaf Neumann           | 2727          |
|              | - Kurzstreckenlauf | 55+25        | 9. April                       | 1.328.000 davon 85.000 auf ETB  | Stefan Klein und Olaf Neumann           | 2728          |
|              | - Stabhochsprung | 55+25        | 9. April                       | 2.228.000 davon 85.000 auf ETB  | Stefan Klein und Olaf Neumann           | 2729          |
|              | - Diskuswerfen | 145+55       | 9. April                       | 1.312.000 davon 85.000 auf ETB  | Stefan Klein und Olaf Neumann           | 2730          |
|              | 100. Geburtstag Bernhard Grzimek | 55           | 9. April                       | 8.800.000 davon 85.000 auf ETB  | Sibylle und Fritz Haase                 | 2731          |
|              | Serie: Europa - Astronomie: 400 Jahre Keplersche Gesetze | 55           | 7. Mai                         | 8.800.000 davon 85.000 auf ETB  | Nina Clausing                           | 2732          |
|              | Serie: Post – Post universal - „Transport“ | 55           | 7. Mai                         | 6.500.000 davon 85.000 auf ETB  | Nina Clausing                           | 2733          |
|              | - „Zustellung“ | 55           | 7. Mai                         | 6.500.000 davon 85.000 auf ETB  | Nina Clausing                           | 2734          |
|              | Serie: Tag der Briefmarke mit Zuschlag zugunsten der Stiftung für Philatelie- und Postgeschichte - Schätze der Philatelie – Eichstätt-Brief                    | 55+25        | 7. Mai                         | 2.553.000 davon 85.000 auf ETB  | Ursula Lautenschläger                   | 2735          |
|              | Serie: Weltkulturerbe der UNESCO - Luthergedenkstätten in Eisleben und Wittenberg Gemeinschaftsausgabe mit den Vereinten Nationen                              | 145          | 7. Mai                         | 6.200.000 davon 85.000 auf ETB  | Grit Fiedler                            | 2736          |
|              | Briefmarkenblock – Serie: Deutsche National- und Naturparke - Nationalpark Eifel                                                                               | 220          | 4. Juni                        | 3.100.000 davon 85.000 auf ETB  | Greta Gröttrup                          | Block 74 2737 |
|              | 2000 Jahre Varusschlacht | 55           | 4. Juni                        | 7.700.000 davon 85.000 auf ETB  | Thomas Serres                           | 2738          |
|              | 200. Geburtstag Heinrich Hoffmann | 85           | 4. Juni                        | 23.700.000 davon 85.000 auf ETB | Arne Sänger                             | 2739          |
|              | 100 Jahre Internationale Luft- und Raumfahrtausstellung (ILA)                                                                                                  | 55           | 4. Juni G                      | 8.800.000 davon 85.000 auf ETB  | Andrea Voß-Acker                        | 2740          |
|              | 2000 Jahre Varusschlacht selbstklebend aus Markenheftchen | 55           | 4. Juni                        | 108.271.000                     | Thomas Serres                           | 2741 MH 79    |
|              | Serie: Leuchttürme - Leuchtturm Norderney | 45           | 2. Juli                        | 12.360.000 davon 85.000 auf ETB | Johannes Graf                           | 2742          |
|              | - Leuchtturm Dornbusch | 55           | 2. Juli                        | 10.960.000 davon 85.000 auf ETB | Johannes Graf                           | 2743          |
|              | 500. Geburtstag Johannes Calvin | 70           | 2. Juli                        | 6.000.000 davon 85.000 auf ETB  | Gerd Aretz, Oliver Aretz                | 2744          |
|              | 600 Jahre Universität Leipzig | 55           | 2. Juli G                      | 9.050.000 davon 85.000 auf ETB  | Nadine Nill                             | 2745          |
|              | 100 Jahre Eisenbahnfährverkehr Sassnitz-Trelleborg (Königslinie)                                                                                               | 145          | 2. Juli                        | 6.000.000 davon 85.000 auf ETB  | Jochen Bertholdt                        | 2746          |
|              | 600 Jahre Universität Leipzig selbstklebend aus Folienblatt | 55           | 2. Juli G                      | 903.161.200                     | Nadine Nill                             | 2747 FB 4     |
|              | Serie: Für die Jugend – 50 Jahre Sandmännchen mit Zuschlägen zugunsten der Stiftung Deutsche Jugendmarke e. V.: - Ostseestrand                                 | 45+20        | 13. August                     | 1.274.000 davon 85.000 auf ETB  | Ernst und Lorli Jünger                  | 2748          |
|              | - Fliegender Koffer | 55+25        | 13. August                     | 1.329.000 davon 85.000 auf ETB  | Ernst und Lorli Jünger                  | 2749          |
|              | - Kleinbahn Harz | 55+25        | 13. August                     | 1.402.000 davon 85.000 auf ETB  | Ernst und Lorli Jünger                  | 2750          |
|              | - Planet Gugel | 145+55       | 13. August                     | 1.140.000 davon 85.000 auf ETB  | Ernst und Lorli Jünger                  | 2751          |
|              | 1000 Jahre Weihe des Mainzer Doms | 90           | 13. August                     | 5.720.000 davon 85.000 auf ETB  | Ernst Kößlinger                         | 2752          |
|              | 100 Jahre Jugendherbergen | 55           | 13. August G                   | 8.700.000 davon 85.000 auf ETB  | Henning Wagenbreth                      | 2753          |
|              | Briefmarkenblock – Historischer Motorsport | 85           | 13. August                     | 3.150.000 davon 85.000 auf ETB  | Henning Wagenbreth                      | Block 75 2754 |
|              | 100 Jahre Internationale Luft- und Raumfahrtausstellung (ILA) selbstklebend aus Rolle                                                                          | 55           | 13. August G                   | 305.280.000                     | Andrea Voß-Acker                        | 2755          |
|              | Serie: Für uns Kinder - Cowboy und Indianer | 55           | 3. September                   | 8.800.000 davon 85.000 auf ETB  | Aisha Franz                             | 2756          |
|              | Briefmarkenblock – Deutscher Bundestag und Bundesrat - Deutscher Bundestag                                                                                     | 55           | 3. September                   | 3.100.000 davon 85.000 auf ETB  | Andrea Voß-Acker                        | Block 76 2757 |
| - Bundesrat  | 90 | 3. September | 3.100.000 davon 85.000 auf ETB | Andrea Voß-Acker                | 2758                                    |               |
|              | 20 Jahre Grenzöffnung Ungarn-Österreich Gemeinschaftsausgabe mit Ungarn und Österreich                                                                         | 70           | 3. September                   | 6.150.000 davon 85.000 auf ETB  | Imre Benedek                            | 2759          |
|              | Serie: Aktuelles - Deutschland | 55           | 3. September                   | 8.570.000 davon 85.000 auf ETB  | Stefan Klein und Olaf Neumann           | 2760          |
|              | Serie: Deutsche Malerei - Georg Flegel: Stillleben mit Käse und Kirschen                                                                                       | 45           | 8. Oktober                     | 6.400.000 davon 85.000 auf ETB  | Werner Hans Schmidt                     | 2761          |
|              | 20 Jahre Friedliche Revolution | 55           | 8. Oktober                     | 6.900.000 davon 85.000 auf ETB  | Barbara Dimanski                        | 2762          |
|              | Plusmarken-Serie: Weihnachten - Kirchenschätze – Initialen aus dem Hoya-Missale                                                                                | 45+20        | 12. November                   | 2.246.000 davon 85.000 auf ETB  | Elisabeth Hau                           | 2763          |
|              | - Kirchenschätze – Initialen aus dem Hoya-Missale | 55+25        | 12. November                   | 4.151.000 davon 85.000 auf ETB  | Elisabeth Hau                           | 2764          |
|              | 250. Geburtstag Friedrich von Schiller | 145          | 12. November                   | 6.130.000 davon 85.000 auf ETB  | Carsten Wolff                           | 2765          |
|              | 100. Geburtstag Marion Gräfin Dönhoff | 55           | 12. November G                 | 6.980.000 davon 85.000 auf ETB  | Kym Erdmann                             | 2766          |
|              | Serie: Aktuelles - Tier des Jahres 2010, Dachs | 55           | 12. November                   | 22.870.200 davon 85.000 auf ETB | Johannes Graf                           | 2767          |
| Dauermarken  | |              |                                |                                 |                                         |               |
| Bild         | Beschreibung | Werte        | Ausgabe- datum (2009)          | Auflage                         | Entwurf                                 | Mi.-Nr.       |
|              | Dauermarkenserie: Blumen - Sonnenhut selbstklebend aus Folienblatt                                                                                             | 65           | 2. Januar                      | ??.???.000                      | Stefan Klein und Olaf Neumann           | 2715 FB 2     |
|              | - Kartäusernelke selbstklebend aus Folienblatt | 70           | 2. Januar                      | ??.???.000                      | Stefan Klein und Olaf Neumann           | 2716 FB 3     |